# Totó Bodega
Totó Bodega é um personagem do ator Romeu Benedicto que surgiu no ano 2000 na peça teatral de comédia Quebra Gaio escrita e dirigida por Justino Astrevo Aguiar e encenada por Nico e Lau. O personagem cuiabano representou Mato Grosso e Cuiabá em vídeo preduzido pelo Ministério do Esporte, que apresentava Cuiabá como uma das cidades-sede da Copa do Mundo FIFA de 2014.